# My Own Soul's Warning
My Own Soul's Warning is een nummer van de Amerikaanse rockband The Killers uit 2020. Het is de derde single van hun zesde studioalbum Imploding the Mirage.
"My Own Soul's Warning" werd geschreven op het einde van de "Imploding the Mirage"-sessies. Het nummer begint mysterieus, maar 'explodeert' richting het refrein. Het nummer werd nergens echt een hit, maar kende het meeste succes in Vlaanderen met een 27e positie in de Tipparade.